# Porte Dauphine metróállomás
A Porte Dauphine egy metróállomás Franciaországban, Párizsban a párizsi metró 2-es  metróvonalán. Tulajdonosa és üzemeltetője a RATP.

## Metróvonalak
Az állomást az alábbi metróvonalak érintik:
- 2-es metróvonal

## Kapcsolódó állomások
A metróállomáshoz az alábbi állomások vannak a legközelebb:
- Victor Hugo (Nation, 2-es metróvonal)